# متحف المسرح الحكومي في أذربيجان
متحف المسرح الدولية في أذربيجان (بالأذرية: Azərbaycan Dövlət Teatr Muzeyi) - هو أحد المتاحف الثقافية في أذربيجان.

## تاريخ المتحف
تأسس متحف المسرح الدولي في أذربيجان عام 1934، مديرة المتحف هي سيفينج ميكايلوفا.
في نوفمبر عام 1934 عقد حفل افتتاح رسمي للمتحف. وفي عام 1935 تم تسمية المتحف على اسم الكاتب المسرحي الأذربيجاني جعفر جبارلي. يضم المتحف أكثر من 135 ألف قطعة أثرية.
وقد شارك في حفل الافتتاح فنانون مشهورون أمثال: بلبول وشوفكات ماميدوف وحوسينقولو سارابسكي وألكساندر توغانوف وأولفي رجاب وإسماعيل هدايت زاد وغيرهم.

## مجموعات المتحف
يحتوي المتحف على العديد من المعارض والصور الفوتوغرافية والملصقات والمخطوطات الخاصة بالمخرجين والممثلين وكتاب المسرحيات والخطابات ودفاتر الأدوار والصور والرسومات والمناظر الطبيعية والمخطوطات والحروف وكتابات.

ويضم المتحف أيضا مجموعة تعكس تاريخ المسرح الأذربيجاني.

## انظر أبضًا
- قائمة متاحف باكو
- ثقافة أذربيجان